# Bulevar Arsenija Čarnojevića
Le Bulevar Arsenija Čarnojevića (en serbe cyrillique : Булевар Арсенија Чарнојевића) est situé à Belgrade, la capitale de la Serbie, dans la municipalité urbaine de Novi Beograd.
Le boulevard est ainsi nommé en l'honneur du patriarche serbe Arsenije III Čarnojević (1633-1706), qui, entre autres, dirigea la Grande migration des Serbes de 1690.
L'un des lieux marquants du boulevard est la Belgrade Arena.

## Parcours
Le Bulevar Arsenija Čarnojevića naît dans le prolongement du pont de Gazela et se situe sur le trajet de la route européenne E 75. Il s'oriente vers le nord-ouest et, par l'intermédiaire d'un échangeur, croise la rue Vladimira Popovića. Il croise ensuite les rues Milentija Popovića, Antifašističke borbe et Španskih boraca, ainsi que le Bulevar umetnosti. Un peu au-delà, un échangeur le relie à la rue Omladinskih brigada ; il passe ensuite la rue Narodnih heroja et un nouvel échangeur le relie à la rue Tošin bunar. Il se termine en se devenant l'autoroute de Zagreb.

## Institutions
Le consulat d'Islande se trouve au n° 54a.

## Culture
Le centre chypriote grec (Grčko kiparski centar) est situé au n° 95.

## Sport
La Belgrade Arena, l'une des plus célèbres salles de sports de Belgrade, est située au 58 Bulevar Arsenija Čarnojevića. Elle couvre une superficie de 48 000 m2 répartis sur six niveaux et peut accueillir entre 18 000 et 25 000 spectateurs selon le type d'événement ; on y organise des compétitions sportives, comme certains matchs du championnat d'Europe de handball masculin 2012, mais on y donne aussi des concerts.

## Économie
Au n° 56 du boulevard se trouve le IN Hotel Beograd, qui a ouvert en 2006 dans le centre commercial de Delta City (Blok 67).
Au n° 123 se trouve un supermarché Mini Maxi.

## Transports
Le boulevard est desservi par plusieurs lignes de bus de la société GSP Beograd, soit les lignes 17 (Konjarnik – Zemun Gornji grad), 18 (Medaković III - Zemun Bačka), 74 (Omladinski stadion – Bežanijska kosa), 88 (Zemun Kej oslobođenja – Novi Železnik), 601 (Gare principale de Belgrade – Surčin) et 611 (Zemun Kej oslobođenja – Dobanovci).